# Pavetta cinerascens
Pavetta cinerascens là một loài thực vật có hoa trong họ Thiến thảo. Loài này được (A.Rich.) Chiov. mô tả khoa học đầu tiên năm 1911.